# 古井家住宅
古井家住宅（ふるいけじゅうたく）は、兵庫県姫路市にある古民家。「古井千年家」の通称をもつ。室町時代後期の建築と推定され、国の重要文化財に指定されている。現在は「千年家公園」として一般公開されている。

## 歴史
室町時代後期の建築と推定されている。1967年（昭和42年）までは畳を内部にしいて間仕切りなどをされ、実際に住居として使用されていたが、解体修理のために建築当初の形にしたことから住居としては使えなくなり、市が買い取ったうえで一般公開されている。

## 施設概要
- 年代：室町後期
- 構造：茅葺入母屋造、（桁行13.9m、梁間8.1m）
- 間取り：にわ（土間）、うまや、おもて（座敷）、茶の間、なんど（寝室）[2]
- 所有：姫路市

## 利用情報
- 所在地 - 兵庫県姫路市安富町皆河[3]
- 開館 - 土曜、日曜、祝日（年末年始を除く） 平日は団体予約客のみ
- 料金 - 無料（駐車場は200円）

## 文化財
- 名称：古井家住宅（兵庫県宍栗郡安富町）[1]

- 区分：重要文化財
- 指定年月日：1967年（昭和42年）6月15日

## 交通アクセス
- 中国自動車道 山崎IC/BSから車で北東に約10分